# Muhō Nölke

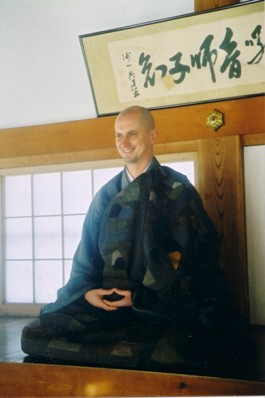
Muhō Nölke als Abt im japanischen Kloster Antai-ji (2009)

Muhō (jap. (ネルケ)無方, Neruke Muhō, eigentlich Olaf Nölke; * 1968 in Berlin) ist ein deutscher Zen-Meister, Autor und Übersetzer. Er stand zwischen 2002 und 2020 dem japanischen Kloster Antaiji in der Präfektur Hyōgo als neunter Abt vor. Er war damit der erste und bisher einzige deutsche Abt in Japan. Bekannt ist er auch durch seine Übersetzungen der Werke Sawaki Kōdōs, dessen Traditionslinie er in Japan vertritt. Er ist in den traditionellen Medien und im Internet präsent.

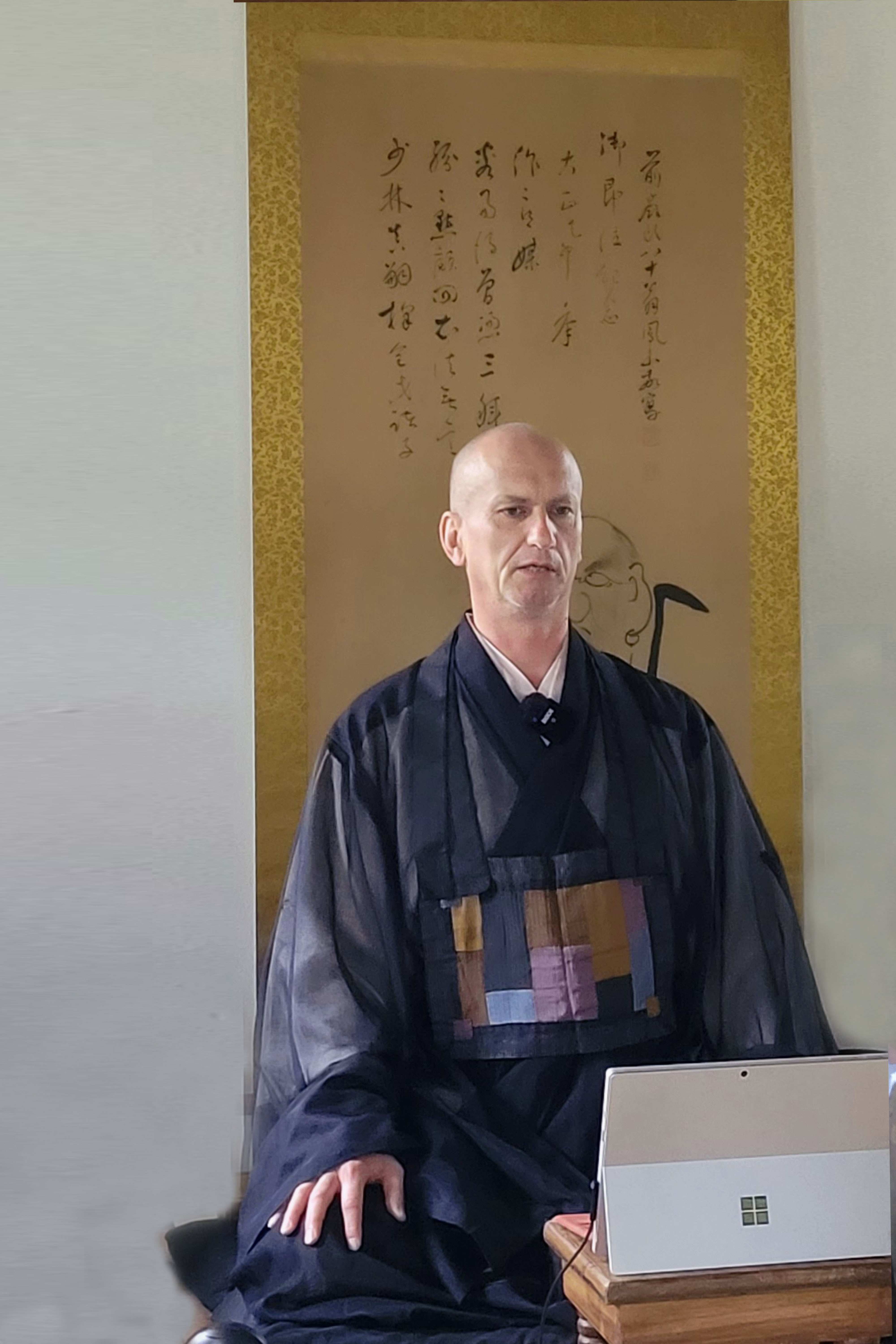
Muhō im Seminarhaus Kô Getsu An, Hennef (2023)

## Leben

### Jugend
Muhō wurde als Olaf Nölke in Berlin geboren, wuchs aber in Braunschweig und Tübingen auf. Im Alter von sieben Jahren verlor er seine Mutter und stellte sich früh die Frage nach dem Sinn des Lebens. Weder sein Vater noch seine Lehrer konnten ihm diese existentielle Frage beantworten, so dass ihn während seiner Pubertät Depressionen bis hin zur Frage nach dem Freitod begleiteten. Ab seinem 16. Lebensjahr kam er als Gymnasiast in einem Braunschweiger Internat mit Zen in Kontakt. Zum ersten Mal wurde Muhō beim Zazen im Gymnasium bewusst, dass er einen Körper hatte und dass Körper und Geist eine Einheit sind, dass auch diese Haltung Einheit und die Wahrnehmung der Welt bestimmen: „... da wusste ich, dass es das ist, was ich mein Leben lang machen möchte“. Für die nächsten drei Jahre praktizierte er täglich Zazen und ihm wurde bald bewusst, dass er diesen Weg sein Leben lang fortsetzen wollte. Am Ende seiner Gymnasialzeit leitete er zum ersten Mal seine ursprüngliche Meditationsgruppe.

### Ausbildung (1987–1999)
Während des Studiums (19871993) der Japanologie, Philosophie und Physik an der Freien Universität Berlin praktizierte er von 1987 bis 1990 Zen bei Ludger Tenryu Tenbreul, einem langjährigen Schüler von Taisen Deshimaru, und verbrachte anschließend das Jahr 1990 in Japan. Sechs Monate davon wohnte er im Sōtō-Zen Tempel Antai-ji, wo er später auch zum Zenmeister ausgebildet wurde. Nach dem Abschluss des Magisterstudiums ordinierte er ebendort und erhielt den buddhistischen Namen „Muhō“. Der Name bedeutet „offen für alle Richtungen sein“ bzw. „nach allen Seiten offen“. Dies spiegelt die Haltung im Zen wider: Nicht an festen Ansichten festhalten, sondern sich der Vielschichtigkeit und Offenheit des Lebens zuwenden. Unter der Leitung von Keidō Fukushima (1933-2011), einem japanischen Rinzai-Zenmeister, der dem Tōfuku-ji in Kyōto als Abt vorstand, praktizierte er dort von Oktober 1995 bis August 1996.
Am Anfang seiner Ausbildung im Antai-ji sagte sein Meister: „Du erschaffst Antai-ji. Was du hier sehen und erfahren kannst, liegt an dir. Du musst Buddha werden. Wenn du in Antai-ji nicht zum Buddha wirst, gibt es Buddha nirgendwo. In gewisser Weise geht es nur um dich.“ Nachdem er einige Fehler als Tenzo (Koch) machte, sagte sein Meister das Gegenteil: „Es geht hier nicht um dich!“ Durch diesen Widerspruch wurde ihm bewusst, dass Zen-Praxis auch bedeutet, von sich selbst abzusehen, um sich in jeder kleinen Erfahrung wiederzufinden. Nach Abschluss seiner Ausbildung im Antai-ji erhielt Muhō 1999 die Übertragung des Dharma (Shihō) von seinem Meister Shinyū Miyaura, dem 8. Abt des Antai-ji. Er wurde damit als eigenständiger Meister der Sōtō-Schule anerkannt.

### Abt (2002–2020)
Nach Miyauras Tod 2002 wurde er selbst zum Abt ernannt. Im Antai-ji lebte er mit einer wechselnden Gruppe von Praktizierenden, aber auch mit seiner Frau und drei Kindern. Seither ist er in Japan, Deutschland und der Schweiz als Zenlehrer aktiv. Seit 2016 unterrichtet er auch im Priesterseminar des Chigen-ji in der Präfektur Kyoto.
2020 gab er sein Amt als Abt an seine japanische Schülerin Eko Nakamura weiter und zog mit seiner Familie wieder nach Osaka. Dort leitet er eine Zen- und Studiengruppe und ist weiterhin als Autor und spiritueller Lehrer aktiv. Zudem ist er weiterhin in den sozialen Medien und auf YouTube präsent.

### Einfluss
Muho steht in der Traditionslinie von Kodo Sawaki, einem bedeutenden Zen-Meister des 20. Jahrhunderts. Muho Nölke ist für seine Übersetzungen der Werke von Kodo Sawaki bekannt und vertritt dessen Tradition in Japan. Er hat mehrere Bücher mit den relevanten Stellen aus Kodos Reden und Schriften aus dem Japanischen ins Deutsche übersetzt und gibt damit auch den Geist und die Haltung Sawakis weiter. Muho betrachtet Sawaki Kodo als bedeutenden Lehrer, der die Praxis des Zazen (Sitzmeditation) sowohl für Laien als auch für Nonnen und Mönche neu belebt hat. Sawakis Betonung auf das „nur Sitzen“ (Shikantaza), sein undogmatischer, robuster Zugang zum Zen und seine Ehrlichkeit bezüglich der Fallstricke von Spiritualität waren zentral für Muhos eigenes Verständnis und seine Lehre des Zen. Es waren nicht zuletzt die markigen Sprüche von Kodo Sawaki, die ihn als Student in seinem Entschluss bestärkten, nach Japan zu gehen und sein Leben dem Zen zu widmen.

## Medien
Muhō ist Autor von rund zwanzig Büchern in Deutsch und Japanisch, übersetzte Bücher des japanischen Zen-Meisters Kodo Sawaki und des Philosophen Hitoshi Nagai ins Deutsche und ist im Radio und Fernsehen sowie im Internet präsent (in Blogs, auf YouTube und auf X). Er war Thema des ARD-Dokumentarfilms Der Abt von Antaiji (2005) und spielte sich selbst in Zen for Nothing (2016) von Werner Penzel.
Im Jahr 2020 sah Muho aufgrund der damals herrschenden Covid 19-Pandemie sich dazu veranlasst, eine dreiwöchige Vortragsreise nach Deutschland abzusagen. Um denjenigen, die nicht persönlich anwesend sein konnten, die Möglichkeit zu geben, dennoch am Programm teilzunehmen, hat er über einen Zeitraum von drei Wochen täglich ein Video aufgezeichnet. Dazu nahm er in seiner japanischen Wohnküche Platz und fertigte mit einer kleinen Kamera ein zwölfminütige Videos an. Muhō hat sich anschließend auch digital als sogenannter „Zenfluencer“ etabliert und nutzt das Internet, vor allem YouTube, um seine Botschaften zu verbreiten. Er betreibt einen YouTube-Kanal mit mehr als 17.000 Abonnenten, in dem er Zen-Buddhismus und lebensnahe Themen anspricht. Er geht offen auf Kritik und kontroverse Fragen ein und scheut auch provozierende Gespräche nicht. Er betrachtet das Internet, insbesondere Plattformen wie YouTube, als ein ideales Medium für seine Tätigkeit, da es ihm trotz seiner introvertierten Natur die Möglichkeit bietet, sich einem breiteren Publikum zu präsentieren.
In seinen Medienbeiträgen widmet er sich den alltäglichen Fragen von Glück und Gelassenheit sowie von Tod und Leben. Er vermittelt dabei einen verständlichen Einblick in den Zen-Buddhismus und zeigt auf, wo sich dieser in weltlichen und christlichen Werten wiederfinden lässt. Das Leben im Augenblick und die Kunst des Loslassens (Ariyasaavaka), zentrale Aspekte des Zen-Buddhismus, werden dabei erklärt, und es wird aufgezeigt, wie sie gelebt werden können.

## Lehre
Muho Nölke betrachtet die Zen-Form als ein Gefäß, das dazu dient, die Essenz des Lebens zu erfahren. Die Zen-Form ist dabei nicht das Ziel, sondern ein Werkzeug, um authentische Gegenwart und Loslassen zu erfahren.
Für Muho ist die Form (Shiki) das Mittel, um das Leben im jeweiligen Augenblick direkt zu erfahren. Dazu zählen Zazen,  Gehmeditation (Kinhin), die meditative Arbeit für die Gemeinschaft (Samu) und die ritualisierte Form des Essens (Ōryōki). Er betont, dass das zielorientierte Streben nach Glück, Sinn oder Erleuchtung (Satori) uns von der ursprünglichen bewussten Erfahrung entfernt. Für ihn ist die Frage nach der "Form" vor allem eine Frage nach dem Zweck. Es kommt nicht auf die Form an sich an, sondern auf die durch sie ermöglichte Hingabe an das Leben. Die Zen-Form ist eine Methode, die hilft, den aktuellen Moment anzunehmen, zuzulassen und auch loszulassen, was belastend ist.

## Veröffentlichungen

Viele Werke des Zen-Meisters Kodo Sawaki wurden von Muhō Nölke aus dem Japanischen ins Deutsche übersetzt

### Auf Deutsch

#### Bücher
- Zazen oder der Weg zum Glück. Rowohlt Verlag, 2007, ISBN 978-3-499-62203-8.
- Ein Regentropfen kehrt ins Meer zurück. Berlin Verlag, 2016, ISBN 978-3-8270-1338-5.[15]
- Futter für Pferd und Esel: Das Dôgen-Lesebuch. Angkor-Verlag, 2018, ISBN 978-3-943839-63-0.
- Das Meer weist keinen Fluss zurück. Berlin-Verlag, 2018, ISBN 978-3-8270-1380-4.
- Der Mond leuchtet in jeder Pfütze. Berlin-Verlag, 2020, ISBN 978-3-8270-1392-7.
- Alles, was du denkst, sind nur Gedanken. O. W. Barth Verlag, 2025, ISBN 978-3-426-56175-1.

#### Andere Beiträge
- Zazen oder die stetige Bereitschaft zum Neubeginn – jetzt! In: OM C. Parkin, Abt Muho, Andrew Cohen, Josef Reichholf, Doris Zölls u. a.: Stirb und Werde: Die Kraft des Neubeginns Advaita Media 2010, ISBN 978-3-936718-20-1.
- Mein Weg zum Zen. In: Friedhelm Köhler, Friederike Migneco, Benedikt Maria Trappen: Freiheit. Bewusstheit. Verantwortlichkeit. Festschrift für Volker Zotz zum 60. Geburtstag. Edition Habermann, München 2016, ISBN 978-3-96025-009-8, S. 225 ff.
- Wie kommt es, dass uns ein nicht-freier Wille zwingt, so zu leben, als hätten wir einen freien Willen? In: Matthias Eckoldt: Kann sich das Bewusstsein bewusst sein? Gespräche mit Dirk Baecker, Markus Gabriel, John-Dylan Haynes, Philipp Hübl, Natalie Knapp, Christof Koch, Georg Kreutzberg, Klaus Mainzer, Abt Muhô, Michael Pauen, Johannes Wagemann und Harald Walach, Carl Auer, Heidelberg 2017, ISBN 978-3-8497-0202-1, S. 119 ff.
- Philosophierender Buddhismus (Zusammen mit Hitoshi Nagai), Sangha 2019, ISBN 978-4-86564-161-5.

### Auf Japanisch
- Mayoeru mono no Zen shugyou. Shincho-shinsho, 2011, ISBN 4-10-610404-0.
- Hadaka no Bousama. Sanga, 2012, ISBN 4-905425-12-3.
- Tada suwaru. Kobunsha-shinsho, 2012, ISBN 978-4-334-03692-8.
- Ikiru hint 33. Asahi-shinsho, 2012, ISBN 978-4-02-273099-2.
- Otona ni naru tame no yatsu no shugyou. Shodensha, 2013, ISBN 4-396-11315-3
- Mayoinagara ikiru. Daiwa-shobo, 2013, ISBN 978-4-479-01210-8
- Dogen wo gyakuyunyu. Sanga, 2013, ISBN 978-4-905425-47-2
- Nihonjin ni shukyo ha iranai. Best-shinsho, 2014, ISBN 978-4-584-12432-1
- Yomu dake Zen shugyou. Asahi-shinbun-shuppan, 2014, ISBN 978-4-02-331321-7
- Mayoi ha satori no dai-ippo. Shincho-shinsho, 2015, ISBN 978-4-10-610603-3
- Ari no mama demo ii, ari no mama de nakute mo ii. Best-shinsho, 2015, ISBN 978-4-584-13631-7
- Kokoro ni hibiku bukkyou no kingen 100. Takarajima-sha, 2015, ISBN 978-4-8002-4024-8
- Naze nihonjin ha gosenzo-sama ni inoru no ka. Gentousha-shinsho, 2015, ISBN 978-4-344-98381-6
- Bukkyou no tsumetasa, Kirisutokyou no ayausa. Best-shinsho, 2016, ISBN 978-4-584-12509-0
- Magenai Doitsujin, kimenai Nihonjin. Sanga, 2016, ISBN 978-4-86564-055-7
- Kyou wo shinu koto de, ashita wo ikiru. Best-shinsho, 2017, ISBN 978-4-584-12548-9
- Jinsei to iu kusogame wo kaeru tame no bukkyou. Shinju-sha, 2025, ISBN 978-4-393-13472-6
- Jinsei to iu kusogame wo kaeru tame no tetsugaku to zazen. Shinju-sha, 2025, ISBN 978-4393-13471-9

#### Übersetzungen
- Kōdō Sawaki: Tag für Tag ein guter Tag. Angkor 2008, ISBN 978-3-936018-57-8
- Kōdō Sawaki: An dich. Zen-Sprüche. Angkor 2005, ISBN 978-3-936018-40-0
- Kōdō Sawaki: Zen ist die größte Lüge aller Zeiten. Angkor 2005, ISBN 978-3-936018-30-1
- Kōshō Uchiyama: Die Zen-Lehre des Landstreichers Kodo. Angkor 2007, übersetzt gemeinsam mit Guido Keller. ISBN 978-3-936018-51-6
- Hitoshi Nagai: Penetre & ich: Philosophie für ein glückliches Leben. 2021, ISBN 978-3-8270-1435-1